# Epibryon andinum
Epibryon andinum är en svampart som beskrevs av Döbbeler 2006. Epibryon andinum ingår i släktet Epibryon och familjen Pseudoperisporiaceae.   Inga underarter finns listade i Catalogue of Life.